# Bač, Nordmakedonien
Bač är en ort i Nordmakedonien. Den ligger i kommunen Novaci, i den södra delen av landet, 120 kilometer söder om huvudstaden Skopje. Bač ligger 623 meter över havet och antalet invånare är 692.